# ドリームキャッチャー (小説)
『ドリームキャッチャー』（Dream Catcher）は、アメリカの作家スティーブン・キングによる2001年の SFホラー小説で、身体の乗っ取り、サスペンス、エイリアンの侵略の要素が取り込まれている。この本は、著者が 1999 年に交通事故に遭遇し、入院、リハビリテーションの間に手書きで執筆された。完成までに半年を要した。著者のあとがきによると、執筆中の仮題は「がん」(Cancer)だった。彼の妻、タビサ・キングが、彼にこのタイトルを変更したほうがいいと勧めた。この小説は映画化され、2003年に公開されている。
キングはそれ以来、この本に不満を抱いており、2014年にローリングストーン誌に「私はドリームキャッチャーがあまり好きではない」と語り、この本は、事故の痛みを抑えるために処方されたオキシコドン(疼痛治療薬)の影響下で書かれたと語っている。
日本では邦訳が、2003年に新潮文庫より四分冊で刊行された。

## あらすじ
「ドリームキャッチャー」は、メイン州の架空の町デリーの近郊を舞台にした、ゲリ―・"ジョーンジー"・ジョーンズ、ピート・ムーア、ジョー・"ビーヴァー"・クラレンドン、ヘンリー・デブリンという４人の生涯に渡る親友たちの物語である
ティーンエイジャー時代、4人は悪童たちのグループからサディスティックないじめを受けているダウン症の年上の少年、ダグラス・"ダディッツ"・キャベルを助け出してやった。以来彼らは、ダディッツの良い友達になり、それがもとで彼ら、ジョーンジー、ビーヴァー、ヘンリー、ピートは、ダディッツが持っている「記憶の倉庫」、テレパシー、夢の共有、人間の動きによって残された精神的な痕跡である「線」を見るなど、少年の異常な力を共有し始めた。ここまでは、子供時代のお話。
さて、ジョンジー、ビーバー、ヘンリー、ピートは、大人になって故郷の町を離れてからも、ジェファーソン・トラクトの森の奥にぽつんとあるロッジ、ホール・イン・ザ・ ウォールで毎年、再会し恒例の狩猟旅行を楽しんでいる。
そこで彼らは、エイリアンの侵略と非常識な退役米空軍大佐、アブラハム・カーツの間に板挟みになり、過酷な戦いを強いられることになる。ヘンリーとピートが食料の買い出しに出かけている間、小屋で留守番をしていたジョンジーとビーヴァーは、吹雪の最中にロッジの近くをさまよい、空の異常な光について戯言を言う、見当識障害を起こした不審な人物、リチャード・マッカーシーを助ける。
エイリアンによる誘拐の犠牲者であるマッカーシーは、体の不調を訴え、トイレに座っている間に死んでしまう。地球外寄生体がマッカーシーの腸の中に入り込んでおり、肛門から出てきて、2人の男性を攻撃し、ビーヴァーを殺してしまう。ジョンジーは、不審者と彼の寄生体が小屋の周りに広げた奇妙な赤みを帯びた真菌の胞子を吸い込んでしまい、エイリアンの実体（「グレイ氏」）が彼の心を乗っ取ってしまう。
ヘンリーとピートは、食料調達からの帰り道で、小屋に来た不審者マッカーシーと同じ狩猟パーティだった女性に遭遇する。彼女はまた、訳のわからないことを喚くせん妄状態で、寄生体に感染している。
車をクラッシュさせた後、ヘンリーはピートを女性と一緒に残し、徒歩でキャビンに戻ろうとする。そこから、彼のテレパシー感覚は、ピートが絶体絶命の窮地に立たされていること、ビーヴァーが死んだこと、そしてジョンジーがもはやジョンジーではないことを彼に知らせてくる。
ジョンジーの体を操作しているグレイ氏は、その地域を離れようとしている。エイリアンは、1940 年代のロズウェル墜落事故を皮切りに、何度も地球への浸透を試みてきたが、環境的な要因によって常に阻止されており、米国政府は毎回、失敗した侵略の試みを隠蔽してきた。
エイリアンを心の中に封じ込め、感染を広めることができるジョンジーの感染により、グレイ氏は完璧な腸チフスメアリーになり、ジョーンジーもそれを知っている。グレイ氏は、胞子で満たされたエイリアンの死体を運ぶトラックをハイジャックし、精神的な要塞の中に閉じ込められたジョンジーにはそれを止めるすべがない。
軍にジョーンジーとそれに一体化したグレイ氏を追跡するよう説得するのは、今では陸軍の検疫囚人になってしまったヘンリー次第である。二人とも、不思議と、自分たちの子供時代の旧友、ダディットが世界を救う鍵になるかもしれないと確信している。
ヘンリーは、エイリアンの真菌から得たテレパシーの力を使用して、秘密を維持するために陸軍要員のほとんどを殺すというカーツの計画を陸軍将校のオーウェン・アンダーヒルに警告する。
2人は、他の囚人の間でテレパシーにより暴動を扇動し、その過程で基地を破壊することにより、脱出と段取りを考える。彼らが逃げるとき、２人は、部下のフレディとパールマッターとともに、復讐に燃えるカーツによって執拗に追跡される。パールマッタ― はテレパシー寄生体に感染しており、嫌気も苦痛もなくオーウェンとグレイ氏を追跡するために一働きすることになる。
オーウェンとヘンリーはジョーンジーとグレイ氏を追って、 メイン州デリーへ向かう。途中で、ダディッツと彼の友人たちが行方不明の少女を捜索したときなどの子供時代の思い出を共有しあう。ヘンリーとオーウェンは、白血病で非常に重篤の状態にあるダディットとの絆を強くする。
ダディッツの母親との涙いっぱいの別れの後、三人組はダディッツの力を使ってジョーンジーとグレイ氏を町の南にあるクアビン貯水池まで追跡する。グレイ氏は、胞子に感染した犬を使って地元の上水道に胞子を混入させ、寄生体を増やそうとする。
ジョーンジーは、コンビニエンス・ストアから入手した後に生で食べるベーコンを強く切望する存在を得ることで、グレイ氏の進行をかなり遅くすることに成功する。調理されていない肉はジョーンジーの体をひどく不快にさせ、三人組に追いついて貯水池でグレイ氏と対峙するのに十分な時間を手に入れることができる。
ダディットは最後の力を使って、ヘンリーとジョーンジーがグレイ氏を精神的に克服するのを助け、オーウェンが犬から現れる寄生体を撃つのを手助けする。ダディットはそこで自らの力を使い果たし亡くなるが、グレイ氏の計画を妨げるのには成功した。カーツと彼の部下が到着し、感染した兵士を車に残した。
彼らはオーウェンを待ち伏せして致命的なダメージを与えるが、カーツは次にカーツが彼を撃つことを恐れているフレディに殺される。フレディは逃げて車に戻るが、亡くなったパールマターの体の中で成長していた寄生体によって殺される。疲れ果てて半狂乱になったヘンリーは、ガスタンクを撃って車に火をつけ、地球上の最後のエイリアンの存在を破壊した。彼は、疲れ果てて気絶したジョーンジーと再会する。
数か月後、ジョーンジーとヘンリーは、貯水池での出来事に続いて収容されていた地下の軍事施設での時間を思い出す。ジョンージーはずっとエイリアンの真菌の影響を受けていなかったことが明らかになり、グレイ氏は彼の心を引き継ぐことができたのは、それが可能だと信じていたからだった-アイデアはドリームキャッチャーのように捕まえられたのだった。

## 書籍
- 新潮文庫
  - ドリームキャッチャー 1 ISBN 978-4102193273
  - ドリームキャッチャー 2 ISBN 978-4102193280
  - ドリームキャッチャー 3 ISBN 978-4102193297
  - ドリームキャッチャー 4 ISBN 978-4102193303